# Роджеро Грава
Роджеро Грава (на френски: Ruggero Grava) е френски футболист от италиански произход, нападател.

## Биография
Семейството му се премества във Франция, когато е на 1 г. Започва кариерата си в Амиен СК. Преминава още през Нанси-Лорейн, Бордо-Гиен, Бордо и Руба-Турсо. През 1948 г. е привлечен във ФК „Торино“. 
Роджеро Грава загива в самолетната катастрофа в Суперга, близо до Торино на 4 май 1949 г.

## Отличия
Торино
- Серия А: 1948/49